# Caussiniojouls

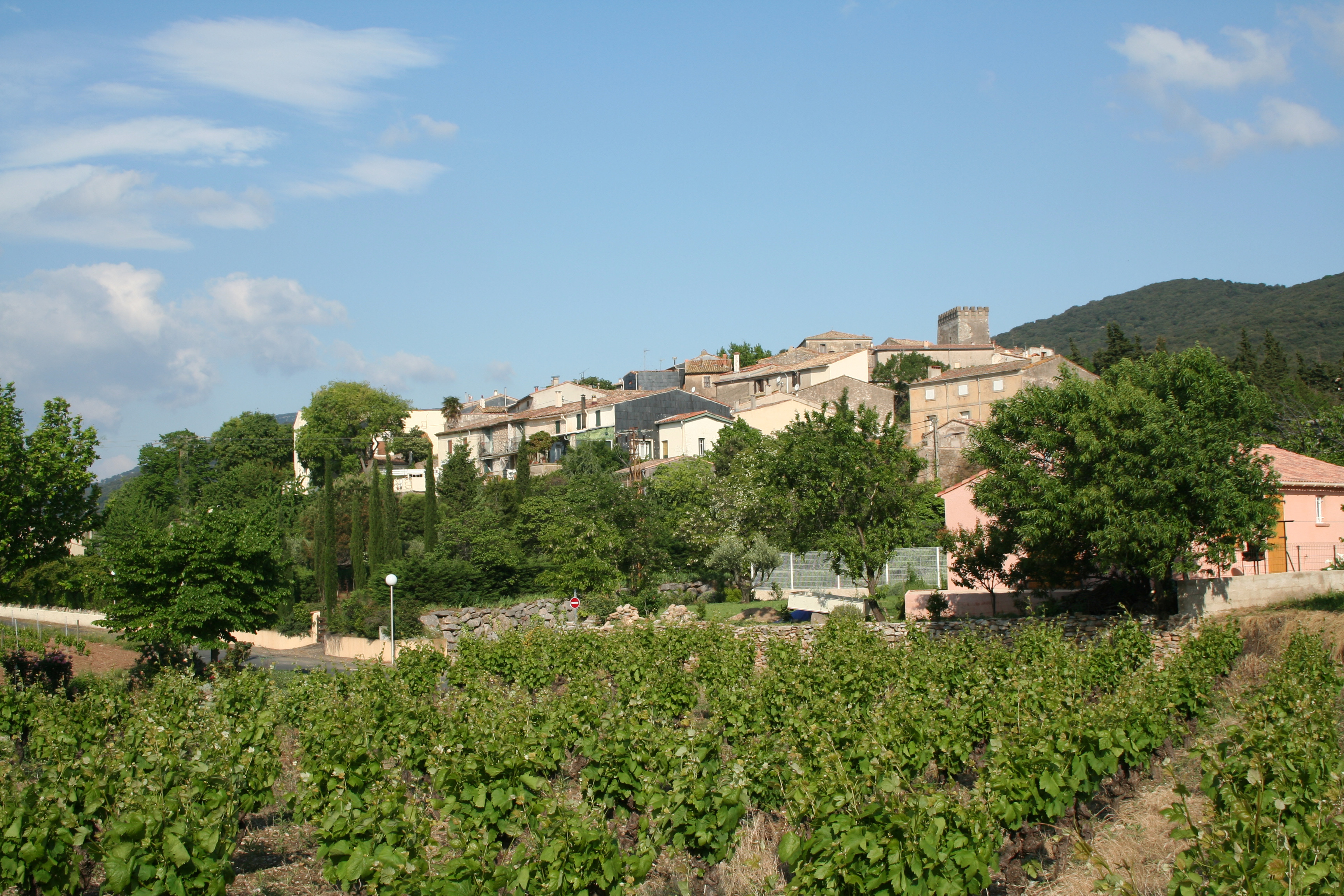
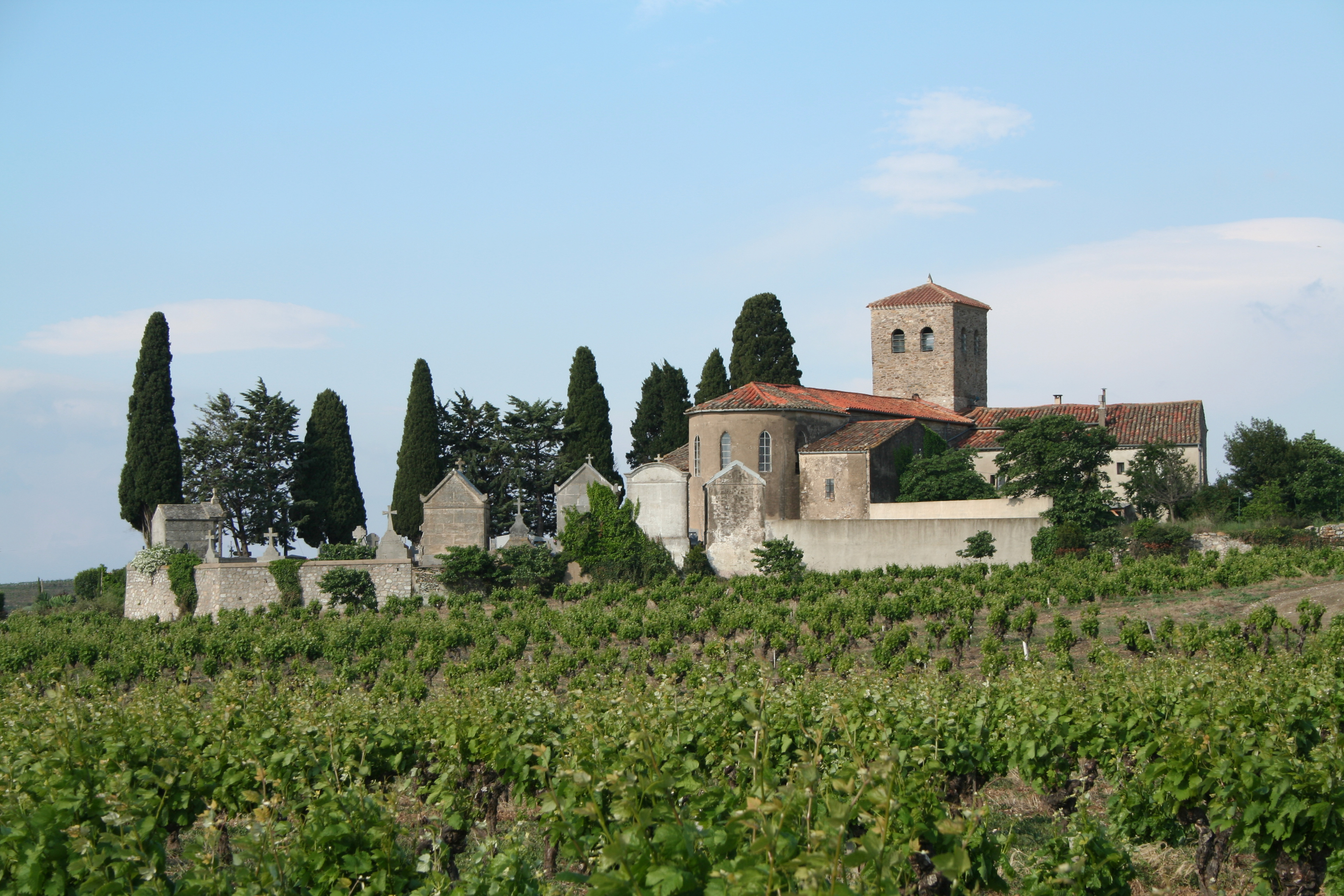
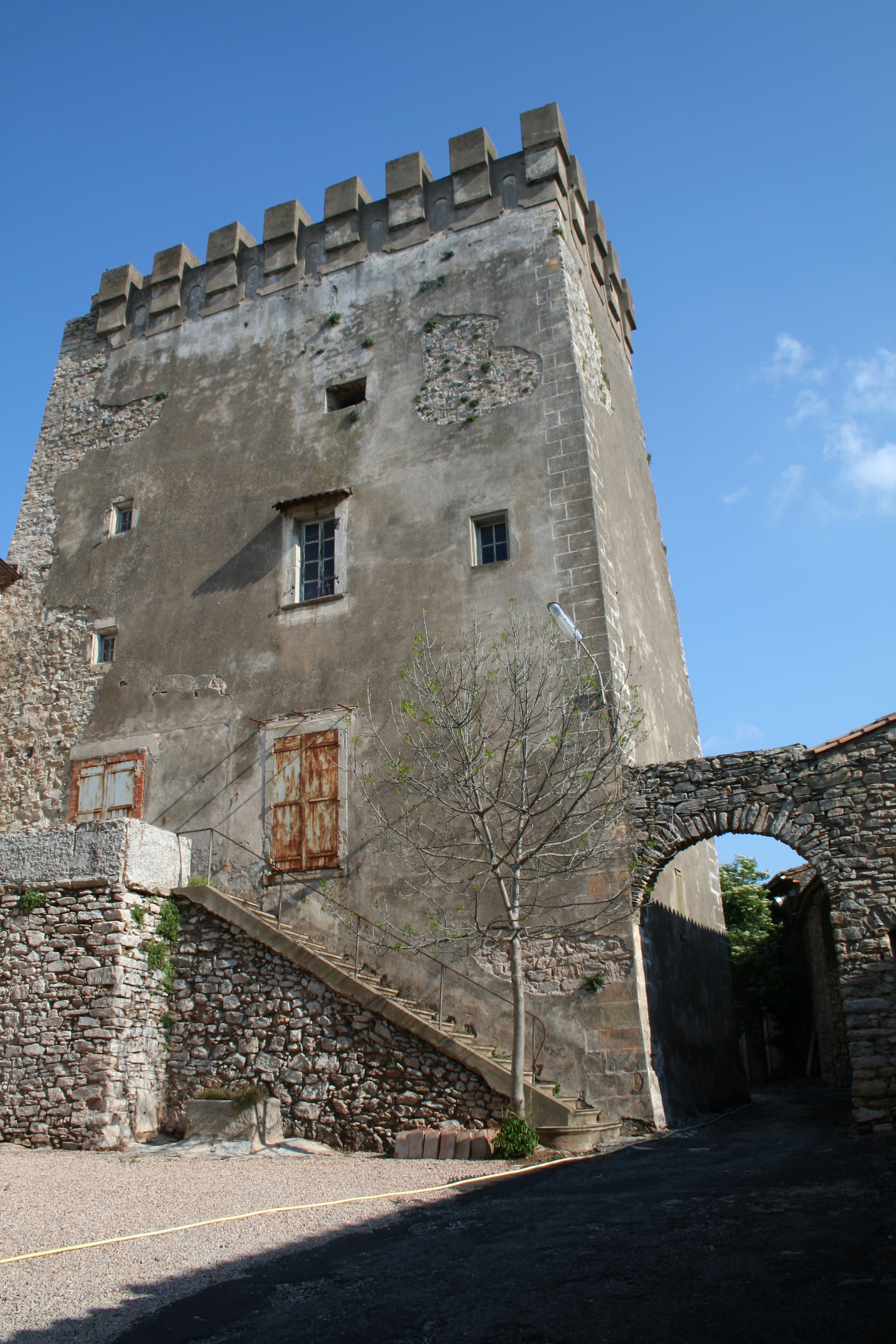

Caussiniojouls – miejscowość i gmina we Francji, w regionie Oksytania, w departamencie Hérault.
Według danych na rok 1990 gminę zamieszkiwało 121 osób, a gęstość zaludnienia wynosiła 12 osób/km² (wśród 1545 gmin Langwedocji-Roussillon Caussiniojouls plasuje się na 781. miejscu pod względem liczby ludności, natomiast pod względem powierzchni na miejscu 754.).